# Trojanki (opera)
Trojanki – opera („tragedia muzyczna”) Joanny Bruzdowicz, w dwóch aktach, do której libretto napisał Jacques Luccioni (pierwsza wersja) i Michał Sprusiński (druga wersja), według tragedii Eurypidesa. Jej prapremiera miała miejsce w Saint-Denis 29 marca 1973 roku, zaś premiera polska odbyła się w Warszawie w roku 1979.

## Osoby
- Hekuba – alt
- Kasandra – sopran
- Helena – mezzosopran
- Taltybios – baryton
- Andromacha, Menelaos – role mówione
- kobiety trojańskie, żołnierze greccy[1].

## Treść
Akcja rozgrywa się bezpośrednio po zdobyciu Troi przez Greków.

Trojanki to skutek walki mężczyzn o władzę, tragedii spowodowanej wojną, po której los kobiet narodu skazanego na wymarcie jest okrutny. Idą w niewolę i ich dzieci – jeśli miały je z oprawcami – zostaną zamordowane. To był na pewno pierwszy holocaust w historii.